# Ч'єрне Поле
Ч'єрне Поле (словац. Čierne Pole, угор. Feketemező) — село, громада в окрузі Михайлівці, Кошицький край, Словаччина. Село розташоване на висоті 108 м над рівнем моря. Кадастрова площа громади — 5,17 км². Населення — 294 особи (за оцінкою на 31 грудня 2017 р.).
Знаходиться за ~25 км на південний схід від адмінцентра округу міста Михайлівці.

## Історія
Вперше згадується 1422 року. Згадано 1828 року як Fekete-Mezó.
JRD засновано 1958 року.

## Географія
Географічно громада розташована в східній частині Східно-Словацької низовини. Висота над рівнем моря: середня — 107 м, територією — від 100 до 114 м.

## Транспорт
Автошлях 3754 (Cesty III. tredy) Вельке Капушани — 555 (II.) — Собранці.

## Населення
| Рік:            | 1994. | 2004.   | 2014.   | 2024.   |
| --------------- | ----- | ------- | ------- | ------- |
| Кількість осіб: | 300   | 307     | 282     | 307     |
| Різниця:        |       | +2,33 % | -8,14 % | +8,86 % |

| Рік:            | 2023. | 2024.   |
| --------------- | ----- | ------- |
| Кількість осіб: | 324   | 307     |
| Різниця:        |       | -5,24 % |